# Barbara Ward
Barbara Mary Ward (23 de maig del 1914, Heworth, Yorkshire, Regne Unit - 31 de maig del 1981, Lodsworth, Sussex, Regne Unit) fou una economista, periodista i escriptora britànica coneguda pel seu interès i compromís amb els problemes dels països en desenvolupament.
Estudià a La Sorbona i Somerville College, Universitat d'Oxford, on obtingué la màxima titulació en filosofia, política i economia. El 1939 s'incorporà a la plantilla de la revista The Economist, esdevenint editora internacional l'any següent. Durant quatre anys, des del 1946, treballà com a governadora de la British Broadcasting Company. Durant els anys següents fou Carnegie Fellow i Visiting Scholar a la Universitat Harvard, ocupà la càtedra Albert Schweitzer a Colúmbia, i fou membre del Consell Pontifici per a la Justícia i la Pau.
A la dècada del 1960, Barbara Ward començà a treballar en temes ambientals, essent una de les primeres defensores del desenvolupament sostenible. Fou aviat reconeguda internacionalment com a periodista, conferenciant i locutora.
A finals dels anys 1960 i començaments del 1970 participà, juntament amb René Dubos, en la redacció de l'informe previ a la conferència de les Nacions Unides sobre el medi ambient humà, celebrada a Estocolm el 1972. Aquell mateix informe fou publicat el mateix any en forma de llibre, amb el títol La Terra és única.
Quant a afers polítics, Barbara Ward fou una important assessora dels Estats Units i de la Gran Bretanya, però també d'altres països. En d'altres àmbits, fou una catòlica convençuda que donà impuls a la Doctrina Social de l'Església i al diàleg ecumènic.